# Smaltjärnet (Bogens socken, Värmland)
Smaltjärnet är en sjö i Arvika kommun i Värmland och ingår i Göta älvs huvudavrinningsområde.